# Baccalaureato (teologia)
Il baccalaureato o baccellierato è un titolo accademico ecclesiastico rilasciato dalle università e facoltà pontificie, nonché titolo di studio di primo grado rilasciato da tali istituzioni. Il percorso formativo ha la durata di cinque anni e si articola in un biennio propedeutico filosofico e un triennio teologico, al termine dei quali si ottiene il titolo di Baccalaureato in Teologia (equipollente alla laurea triennale o di I livello). 
Ai sensi del processo di Bologna, esso corrisponde a una laurea italiana e a un bachelor britannico.
I titoli seguenti sono la licenza, corrispondente alla laurea magistrale e al master, e il dottorato.